# Niiza
Niiza (新座市 -shi) é uma cidade japonesa localizada na província de Saitama.
Em 2003 a cidade tinha uma população estimada em 150 530 habitantes e uma densidade populacional de 6 602,19 h/km². Tem uma área total de 22,80 km².
Recebeu o estatuto de cidade a 1 de Novembro de 1970.